# McIntosh, Florida
McIntosh är en ort i Marion County i delstaten Florida, USA.